# Dombó Antal
Dombó Antal (1783 – 1842?) csanád-egyházmegyei pap.

## Munkái
Ns. sz. kir. Szeged városát 1738-ik eszt. rongáló döghalál emlékezetére intézett emlékeztető beszéd. Szeged, 1809.